# Seestück (leicht bewölkt)
Seestück (leicht bewölkt) ist ein Gemälde von Gerhard Richter aus dem Jahr 1969. Dargestellt ist ein Wolkenhimmel in grauen, weißen und blauen Farbtönen über einer tiefen, langgezogenen Horizontlinie und einer grauen, spiegelglatten Meeresfläche. Das Bild ist signiert, auf der Rückseite datiert und nummeriert mit 239-2 Richter 1969.

## Geschichte
Das Gemälde entstand 1969 als eins der ersten in einer Serie, in der Richter sich mit dem Thema Meer/Himmel/Wolken auseinandersetzte. Das Bild wurde 1993 aus einer deutschen Privatsammlung zu Sotheby’s in London in Auktion gegeben und erreichte einen Preis von 457.299 US-Dollar. 1998 kam es zum ersten Mal zu Christie’s in eine Auktion zu einem Schätzpreis von etwa 2 Millionen US-Dollar, fand aber keinen Käufer. Am 8. Mai 2012 kam es ein weiteres Mal zu Christie’s und wurde zu einem Preis von 19.346.500 US-Dollar verkauft.
Das Bild wurde 1970 zum ersten Mal im Rahmen der Ausstellung „Gerhard Richter, Blinky Palermo, Günther Uecker“ im Palais des Beaux-Arts in Brüssel vorgestellt, dann 2014 in der Eröffnungsausstellung der Fondation Louis Vuitton in Paris und 2017 in der Nationalgalerie in Prag.

## Seestückeim Werk Gerhard Richters
„Seestücke“, insgesamt 25 Bilder (einschließlich Vogelfluglinie von 1967) zählen in Richters Werkverzeichnis zu den Foto-Bildern. In seinen „Seestücken“ hat Richter auf der Grundlage von Fotografien Himmel und Meer in Gemälden dargestellt. Das erste aus der Reihe mit der Bezeichnung „Seestück“ (1969) ist ein Bild im Querformat 40 × 80 cm (Werkverzeichnis: 194-23), das letzte, mit dem gleichen Namen bezeichnete „Seestück“ (Werkverzeichnis: 852-2) datiert aus dem Jahr 1998. Charakteristisch für diese Gemälde sind ein tiefer, langgezogener Horizont, Wellen, Wolken, Dunst und Nebel, durchbrechendes Licht, subtile Farbeffekte sowie eine glatte Pinselführung.
Auf den ersten Blick wirken die Bilder realistisch. Entstanden sind sie jedoch durch eine Bildmontage von Fotografien, die Richter entweder aus Zeitungen ausgeschnitten oder selbst, gelegentlich aus dem Flugzeug, geschossen hat. Gesammelt sind die Fotos in Richters „Atlas“, ergänzt durch Skizzen, die er seit Mitte der 1960er-Jahre zusammengetragen hat. Die Seestücke sind konstruierte Bilder, entstanden auf der Grundlage von zusammengesetzten Ausschnitten aus Fotografien, sie bilden keine reale Landschaft ab. Sie sind, wie Gerhard Richter 1982 in einem Interview sagte, umso besser, „je schöner, klüger, irrsinniger und extremer, je anschaulicher und unverständlicher sie im Gleichnis diese unbegreifliche Wirklichkeit schildern.“
Kritiker und Interpreten seiner Bilder sehen Richter einerseits in der Tradition der deutschen Romantik, allen voran Caspar David Friedrich, und andererseits in der Tradition der Marinemalerei mit ihrer virtuosen Darstellung von Wasser, Luft und Licht, aber ohne – so schreibt die Wiener Kunsthistorikerin Alexandra Matzner – „dass er die heroischen oder dramatischen Erzählungen dieser Gemälde übernahm. Stattdessen evozieren die Seestücke von Gerhard Richter Stille und das Gefühl von Ewigkeit.“ Sie stehen in der bildlichen Tradition des Erhabenen, „die den Menschen mit der Ewigkeit der Natur und der Endlichkeit des Menschen konfrontiert“.

## Zitate
„Meine Landschaften sind ja nicht nur schön oder nostalgisch, romantisch oder klassisch anmutend wie verlorene Paradiese, sondern vor allem ‚verlogen‘ (wenn ich auch nicht immer die Mittel fand, gerade das zu zeigen), und mit ‚verlogen‘ meine ich die Verklärung, mit der wir die Natur ansehen, die Natur, die in all ihren Formen stets gegen uns ist, weil sie nicht Sinn, noch Gnade, noch Mitgefühl kennt, weil sie nichts kennt, absolut geistlos, das totale Gegenteil von uns ist, absolut unmenschlich ist.“

„Fast alle Seestücke […] sind Motivcollagen. Meer und Wolken stammen aus verschiedenen Vorlagen und sind zu einem einzelnen Bild zusammengeklebt. Der Erfolg hing davon ab, dass man genau die richtigen Stimmungskombinationen fand. […] Ich hatte ein schlechtes Gewissen […], aber dann kam George Maciunas vorbei und fand sie einfach großartig, und deshalb habe ich sie gelassen, auch wenn sie für meinen Geschmack zu dekorativ waren.“